# オリヴァー・ルキッチ
オリヴァー・ルキッチ（Oliver Lukić, 2006年9月22日 - ）は、オーストリア・ウィーン出身のサッカー選手。FCリーフェリング所属。ポジションはMF。

## クラブ経歴
6歳の時にFKアウストリア・ウィーンのユースアカデミーに入団。2020年にU-15ユースチームに登録され、同ユースリーグで頭角を表すと、2021-22シーズンは一気にU-18のカテゴリーに昇格し、同ユースリーグで5ゴールを決めるなど、有望株として注目される。2022年夏にレッドブル・ザルツブルクに入団。2023年5月に傘下のFCリーフェリングに送られ、19日の2部リーグのSVラフニッツ戦で公式戦初出場。7月20日に正式にプロ契約を締結し、2026年までの契約に合意。更に同年10月には、イギリスの有力紙ザ・ガーディアンが選定するネクスト・ジェネレーションの2023年度版の有力選手の一人としても紹介された。

## 代表経歴
2021年から各ユース世代のオーストリア代表に選出され、2023年には飛び級でU-18代表に選出されている。

## 人物
- 2006年にクロアチア人の父とボスニア人の母との間にウィーンで出生。その関係でオーストリア、クロアチア、ボスニア・ヘルツェゴビナの3カ国の国籍を所有している[4]。